# Yaco (gemeente)
Yaco is een gemeente (municipio) in de Boliviaanse provincie Loayza in het departement La Paz. De gemeente telt naar schatting 7.520 inwoners (2018)). De hoofdplaats is Yaco.